# Cattedrale di Santa Maria Assunta e di San Genesio
La cattedrale di Santa Maria Assunta e di San Genesio è il principale luogo di culto cattolico di San Miniato, chiesa madre della diocesi omonima.
La chiesa, divenuta cattedrale nel 1622 quando San Miniato fu elevata a sede diocesana, si trova sulla piazza conosciuta come Prato del Duomo, l'area dell'antica cittadella, che è sovrastata dalla rocca e dalla torre di Federico II. È il nucleo più antico della città, che vede riuniti il Duomo, il Palazzo vescovile e il Palazzo dei vicari imperiali.

## Storia
La chiesa era sorta nel secolo XII, forse su una cappella più antica. Intitolata a Santa Maria, viene citata per la prima volta nel 1195 in una bolla del papa Celestino III, che ne ricorda la dipendenza dalla pieve di San Genesio di Vico Wallari.
Quando nel 1248 fu distrutto il borgo di fondazione longobarda che si estendeva ai piedi di San Miniato, Santa Maria acquisì il fonte battesimale e il titolo di San Genesio. In quell'epoca l'edificio fu ristrutturano, decorando la facciata con bacini ceramici, come nella migliore architettura pisana. Nel 1274 lo scultore comacino Giroldo da Arogno vi realizza il bassorilievo dell'Annunciazione.
Quando nel 1369 San Miniato entrò a far parte dei domini fiorentini, la risistemazione dell'area della rocca incluse la chiesa che divenne così inaccessibile ai fedeli. Solo nel 1489, con lo stabilizzarsi della situazione politica, il vicario fiorentino restituì la chiesa al clero locale. Fu quindi riaperta dopo un ampliamento che incluse la torre campanaria, una possente costruzione a pianta quadrata, nota come la Torre di Matilde.
Nel 1860 fu restaurato profondamente.

### La strage del 1944
Il 22 luglio 1944 un proiettile d'artiglieria statunitense penetrò nella chiesa attraverso il semirosone del braccio meridionale del transetto che andò a esplodere nella navata destra causando la morte di 55 persone. La chiesa era gremita di cittadini che erano stati radunati sul sagrato dai tedeschi. Fino al 2004 la strage fu imputata a un proiettile d'artiglieria tedesca e non a uno dei colpi del 337º battaglione di artiglieria campale dello US Army diretti contro un nido di mitragliatrici tedesche. A tale episodio i fratelli Paolo e Vittorio Taviani ispirarono uno dei loro maggiori successi cinematografici: La notte di San Lorenzo secondo la ricostruzione dell'accaduto rivelatasi poi non veritiera. A memoria dell'eccidio si trova collocata nella cappella del Santissimo una lapide che ricorda le vittime. La stessa fu collocata nel 50º anniversario per interessamento dei familiari, del Capitolo della Cattedrale e dell'Arciconfraternita di Misericordia.

## Descrizione

### Esterno

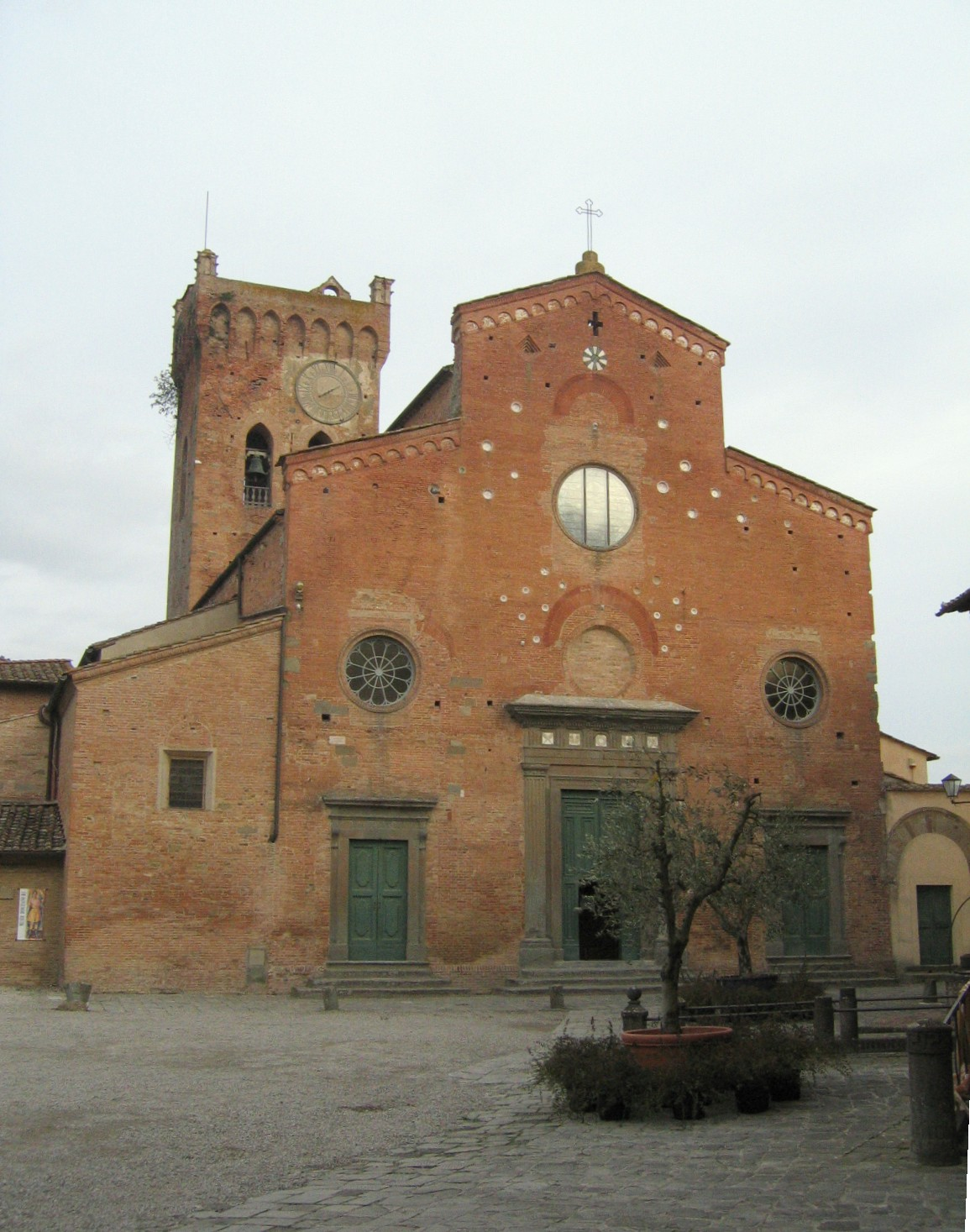
La facciata

La cattedrale è caratterizzata all'esterno dalla facciata a salienti, che presenta un paramento murario in mattoncini all'interno del quale sono inseriti 26 bacini ceramici decorati (originariamente 31), provenienti soprattutto da fornaci tunisine e oggi sostituiti da copie (gli originali nel Museo diocesano). Essi presentano per lo più un fondo a smalto bianco, con decorazioni in blu cobalto e bruno di manganese, notevoli per eleganza e originalità.
Nella parte inferiore si aprono i tre portali cinquecenteschi in arenaria, ciascuno dei quali è sormontato presenta un architrave e lesene. Immediatamente sopra ognuno dei due portali laterali si trova un rosone circolare; di un terzo, subito sopra il portale centrale, rimane una traccia accecata. Nella parte alta della facciata, in corrispondenza della navata centrale, si apre un quarto rosone.

#### Campanile
Alle spalle della cattedrale, parte integrante dell'abside è il campanile a pianta rettangolare; questo è chiamato anche Torre di Matilde in virtù di una leggenda, in seguito smentita, secondo cui Matilde di Canossa sarebbe nata nell'attiguo palazzo del Vicari. Sarebbe stata costruita nel XII secolo come torre di avvistamento e collegata alla cattedrale soltanto alla fine del XV secolo, divenendone la torre campanaria. La torre è sormontata da un parapetto poggiante su archetti pensili e ornato con merli guelfi; la cella campanaria si apre sull'esterno con monofore ogivali. Nella torre si trova un orologio che ha due quadranti circolari dipinti: uno sul lato orientale ed uno sul lato occidentale.

### Interno

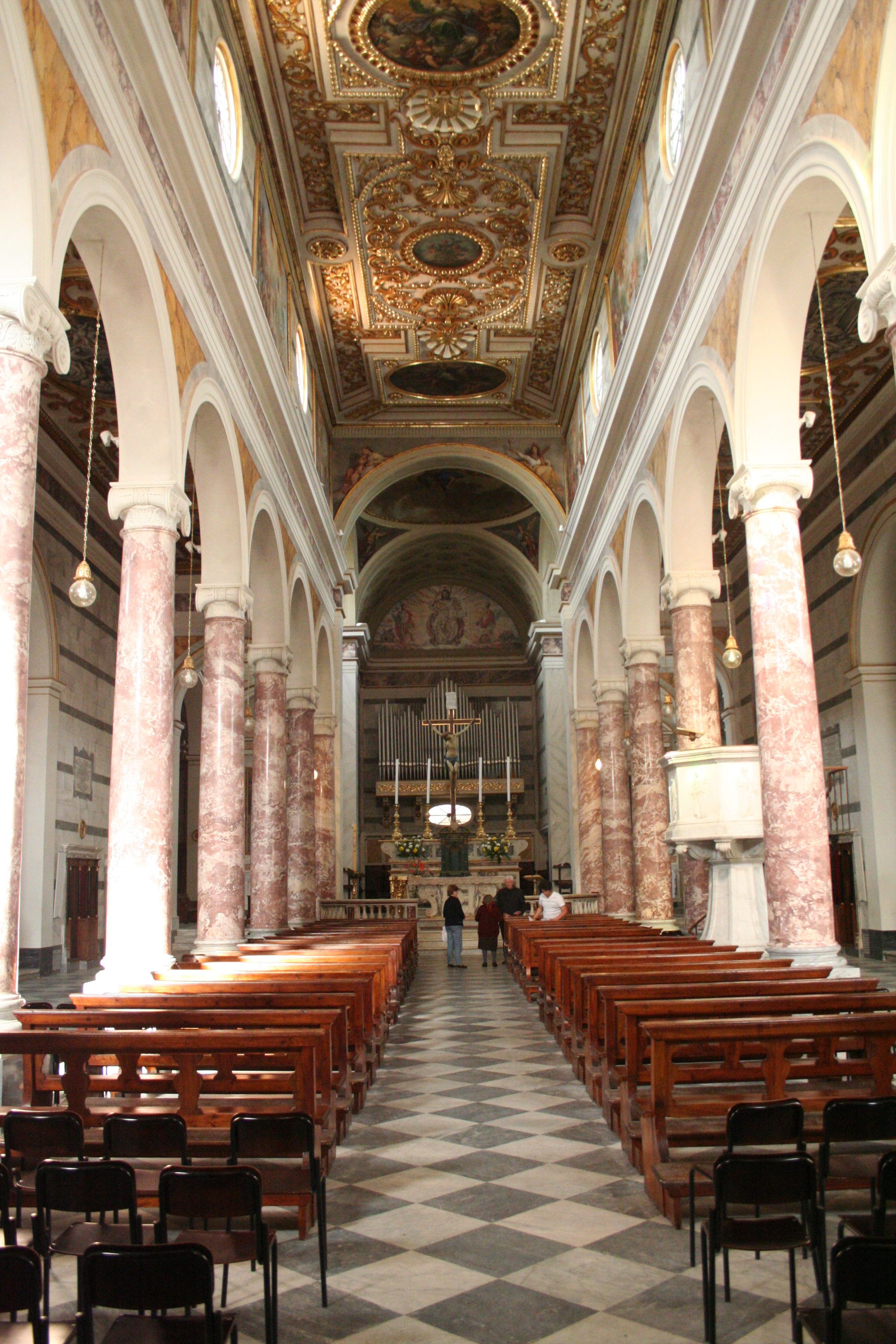
L'interno

L'interno è ha uno sviluppo architettonico neorinascimentale, frutto soprattutto dei lavori ottocenteschi di Pietro Bernardini, con decorazioni in stile barocco. La pianta è a croce latina, con l'aula divisa in tre navate delle quali le laterali di pari dimensioni. Il paramento interno in cotto e i pilastri ottagonali originali furono coperti da nuove decorazioni nei secoli XVIII-XIX.
Le tre navate sono separate da due serie di archi a tutto sesto poggianti su colonne ioniche in finti marmi policromi e sono coperte con soffitto a cassettoni riccamente intagliato e dorato, originario del XVII secolo. La navata centrale, al di sopra delle arcate, presenta, tra oculi, affreschi ottocenteschi.

#### Sculture
A metà della navata centrale, a destra, si trova il pulpito marmoreo di Amalia Dupré che presenta, sopra il parapetto, dei bassorilievi. Alla stessa artista sono da riferire alcuni monumenti funebri nelle navate, progettati da suo padre Giovanni Duprè e legati ad alcuni sanminiatesi illustri: Jacopo Buonaparte, il vescovo Giovan Francesco Maria Poggi, il chimico Gioacchino Taddei e il poeta Pietro Bagnoli.
L'antico pulpito, firmato Giroldo da Como e datato 1274, è oggi nel Museo diocesano. Una sua copia fedele si trova nel transetto destro.
Il fonte battesimale marmoreo, all'inizio della navata, è a forma di vaso, scolpito da Giovan Battista Sandrini nel 1639. Nel braccio destro del transetto un'acquasantiera duecentesca.
Il presbiterio, che occupa la crociera, è delimitato da una balaustra in marmi policromi e presenta, sotto l'arco absidale, l'altare maggiore barocco in marmi policromi sormontato da un pregevole Crocifisso ligneo di scuola pisana del XVIII secolo e situato alle spalle della cattedra episcopale in legno dipinto. Nell'abside, si trovano gli stalli lignei del coro.

#### Pitture

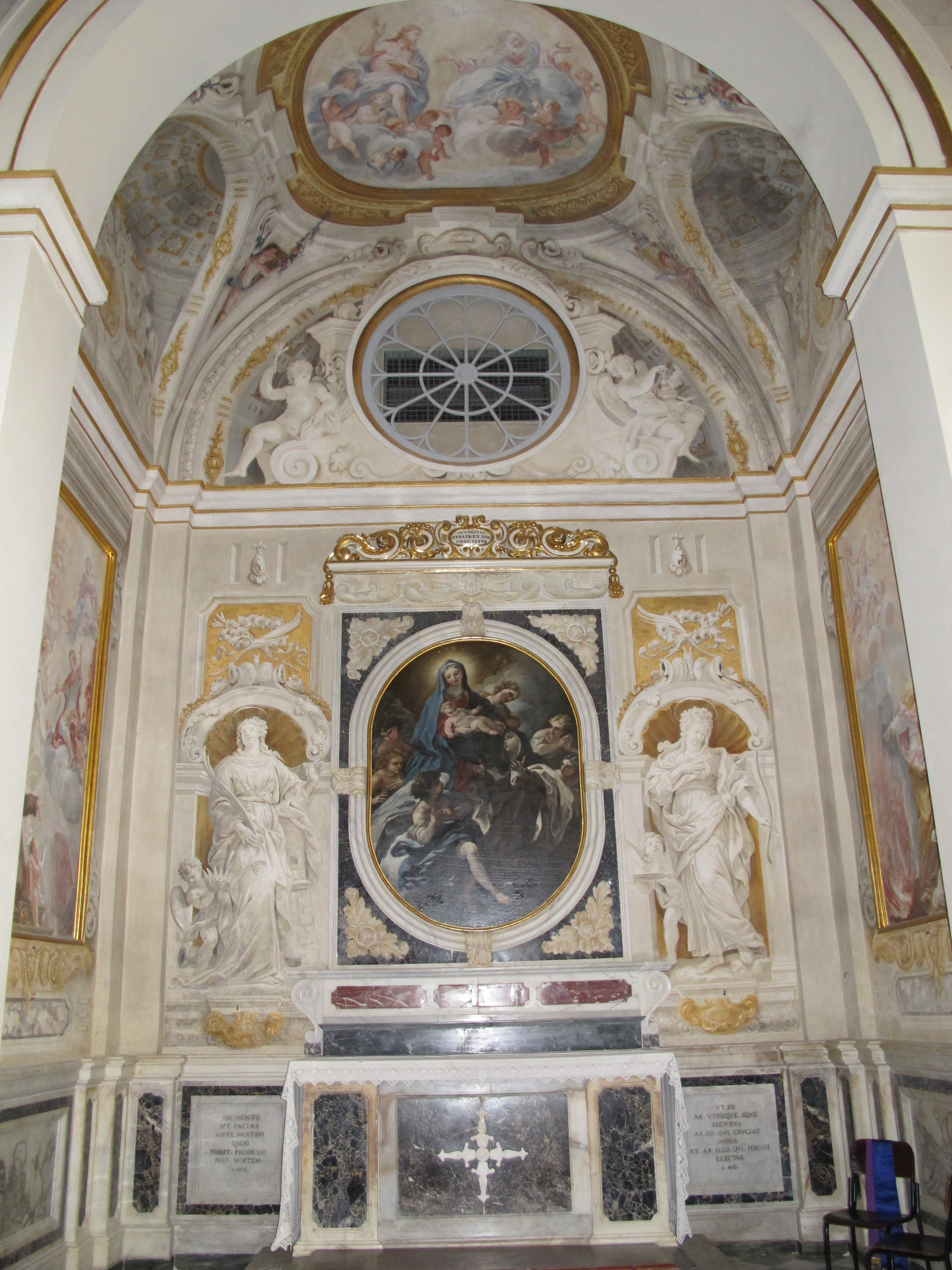
Cappella con affreschi del Bamberini

L'interno conserva diverse pale d'altare: la Deposizione di Francesco d'Agnolo detto lo Spillo, fratello di Andrea del Sarto, nella cappella a sinistra del transetto, fu dipinta nel 1528 su commissione di Michelangelo Baggiani, sacrestano della cattedrale, come informa l'iscrizione sul retro e riprende il modello sartesco della Pietà di Luco. in chiesa si trovano anche l'Adorazione dei pastori di Aurelio Lomi (prima cappella a destra), la Reserrezione di Lazzaro di Cosimo Gamberucci (prima cappella sinistra), e il Battesimo di Cristo di Ottavio Vannini con la collaborazione di Orazio Samminiati (cappella del fonte battesimale).
Le cappelle del Suffragio, di San Filippo Benizi (prima a destra) e di San Francesco di Paola (prima a sinistra) furono affrescate da Anton Domenico Bamberini sotto il vescovato di Giovan Francesco Maria Poggi tra Sei e Settecento con affreschi a monocromo e storie della vita dei rispettivi santi titolari. La cappella di San Rocco (prima a destra) ha una cupoletta con decori in stucco e affreschi di Giovan Camillo Sagrestani, che dipinse anche le tele sull'altare e sulle pareti laterali (Storie di san Rocco).
Oltre la crociera, coperta con volta a vela affrescata con, nei pennacchi, Angeli e, al centro, l'Assunzione di Maria, in corrispondenza della navata centrale, si trova l'abside rettangolare, inserita all'interno della Torre di Matilde e coperta con volta a botte affrescata da Annibale Gatti.

#### Organo a canne

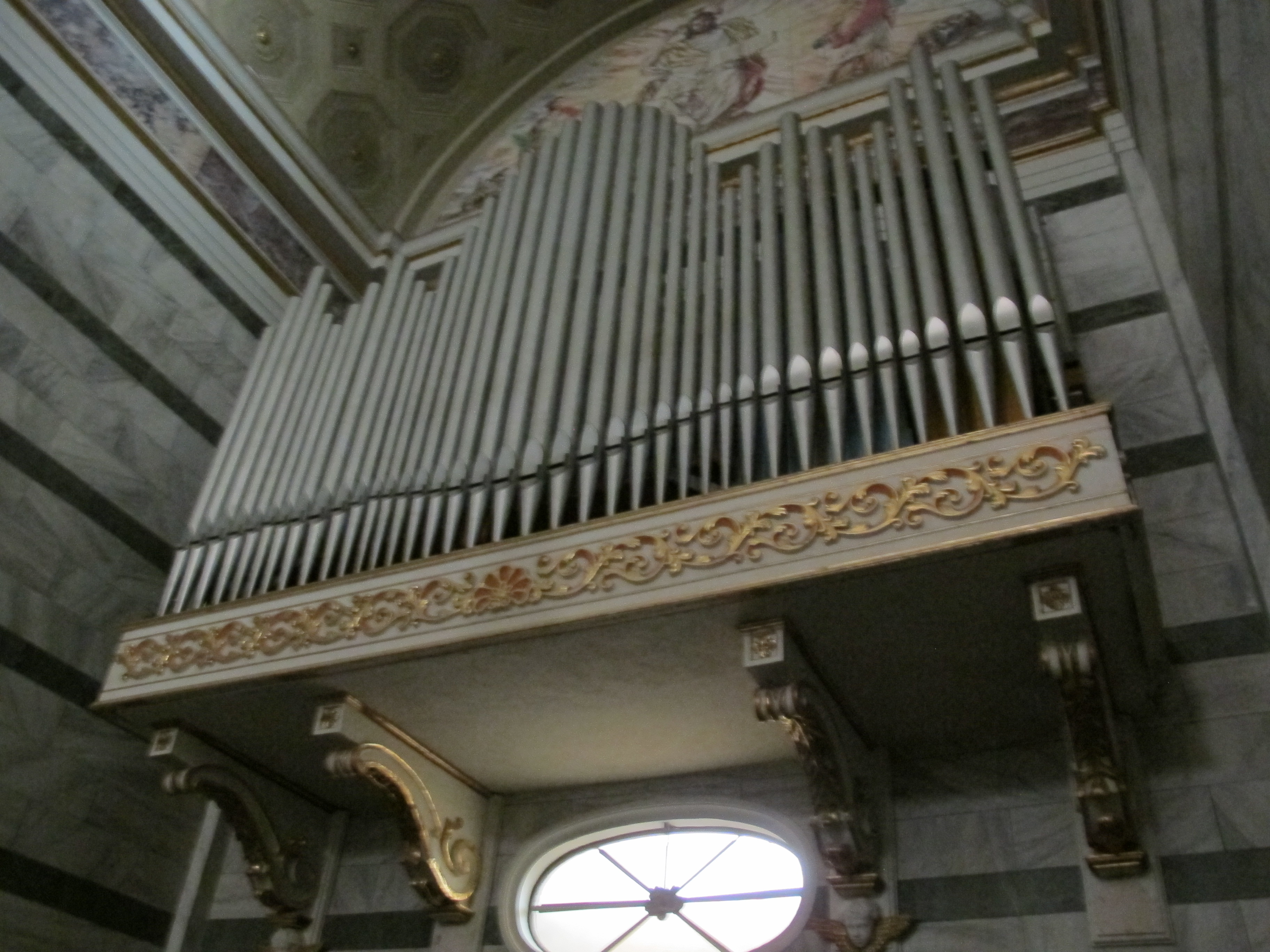
L'organo

A ridosso della parete fondale dell'abside, poggiante su una mensola ed avente una mostra composta da canne di principale con bocche a scudo, si trova l'organo a canne, costruito nel 1966 da Francesco Michelotto, restaurato e ampliato nel 2008 da Valerio Marrucci.
Lo strumento è a trasmissione elettronica ed ha 27 registri; la sua consolle è mobile indipendente ed è situata a pavimento nel transetto di sinistra, e dispone di due tastiere e pedaliera.